# Thomas Flach
Thomas Flach (Potsdam, 3 de junio de 1956) es un deportista alemán que compitió para la RDA en vela en la clase Soling.
Participó en tres Juegos Olímpicos de Verano, obteniendo en total dos medallas de oro: en Seúl 1988 y en Atlanta 1996 (ambas en la clase Soling junto con Jochen Schümann y Bernd Jäkel), y el cuarto lugar en Barcelona 1992.
Ganó cuatro medallas en el Campeonato Mundial de Soling entre los años 1986 y 1996, y diez medallas en el Campeonato Europeo de Soling entre los años 1985 y 2015.

## Palmarés internacional
| \| Representando a la RDA \| \| \| \| \| Juegos Olímpicos \| \| \| \| \| Año \| Lugar \| Medalla \| Clase \| \| 1988 \| Seúl (Corea del Sur) \| Medalla de oro \| Soling \| \| Campeonato Mundial \| \| \| \| \| Año \| Lugar \| Medalla \| Clase \| \| 1986 \| La Trinité-sur-Mer (Francia) \| Medalla de bronce \| Soling \| \| Campeonato Europeo \| \| \| \| \| Año \| Lugar \| Medalla \| Clase \| \| 1985 \| Balatonfüred (Hungría) \| Medalla de plata \| Soling \| \| 1986 \| Warnemünde (RDA) \| Medalla de oro \| Soling \| \| 1987 \| Karlshamn (Suecia) \| Medalla de plata \| Soling \| \| 1988 \| Alassio (Italia) \| Medalla de oro \| Soling \| \| 1989 \| Oslo (Noruega) \| Medalla de bronce \| Soling \| \| 1990 \| Prien (RFA) \| Medalla de plata \| Soling \| \| 1991 \| Pornichet (Francia) \| Medalla de bronce \| Soling \| \| Representando a Alemania \| \| \| \| \| Juegos Olímpicos \| \| \| \| \| Año \| Lugar \| Medalla \| Clase \| \| 1996 \| Atlanta (Estados Unidos) \| Medalla de oro \| Soling \| \| Campeonato Mundial \| \| \| \| \| Año \| Lugar \| Medalla \| Clase \| \| 1991 \| Rochester (Estados Unidos) \| Medalla de plata \| Soling \| \| 1992 \| Cádiz (España) \| Medalla de oro \| Soling \| \| 1996 \| Punta Ala (Italia) \| Medalla de bronce \| Soling \| \| Campeonato Europeo \| \| \| \| \| Año \| Lugar \| Medalla \| Clase \| \| 1993 \| Portorož (Eslovenia) \| Medalla de oro \| Soling \| \| 1994 \| Vilamoura (Portugal) \| Medalla de oro \| Soling \| \| 2015 \| Berlín (Alemania) \| Medalla de oro \| Soling \| |                              |                   |        |
| Representando a la RDA |                              |                   |        |
| Juegos Olímpicos |                              |                   |        |
| Año | Lugar                        | Medalla           | Clase  |
| 1988 | Seúl (Corea del Sur)         | Medalla de oro    | Soling |
| Campeonato Mundial |                              |                   |        |
| Año | Lugar                        | Medalla           | Clase  |
| 1986 | La Trinité-sur-Mer (Francia) | Medalla de bronce | Soling |
| Campeonato Europeo |                              |                   |        |
| Año | Lugar                        | Medalla           | Clase  |
| 1985 | Balatonfüred (Hungría)       | Medalla de plata  | Soling |
| 1986 | Warnemünde (RDA)             | Medalla de oro    | Soling |
| 1987 | Karlshamn (Suecia)           | Medalla de plata  | Soling |
| 1988 | Alassio (Italia)             | Medalla de oro    | Soling |
| 1989 | Oslo (Noruega)               | Medalla de bronce | Soling |
| 1990 | Prien (RFA)                  | Medalla de plata  | Soling |
| 1991 | Pornichet (Francia)          | Medalla de bronce | Soling |
| Representando a Alemania |                              |                   |        |
| Juegos Olímpicos |                              |                   |        |
| Año | Lugar                        | Medalla           | Clase  |
| 1996 | Atlanta (Estados Unidos)     | Medalla de oro    | Soling |
| Campeonato Mundial |                              |                   |        |
| Año | Lugar                        | Medalla           | Clase  |
| 1991 | Rochester (Estados Unidos)   | Medalla de plata  | Soling |
| 1992 | Cádiz (España)               | Medalla de oro    | Soling |
| 1996 | Punta Ala (Italia)           | Medalla de bronce | Soling |
| Campeonato Europeo |                              |                   |        |
| Año | Lugar                        | Medalla           | Clase  |
| 1993 | Portorož (Eslovenia)         | Medalla de oro    | Soling |
| 1994 | Vilamoura (Portugal)         | Medalla de oro    | Soling |
| 2015 | Berlín (Alemania)            | Medalla de oro    | Soling |